# Kulturhavn
Kulturhavn Festival er en årligt tilbagevendende begivenhed, der bringer kunst, kultur og bevægelse til Københavns Havn. Festivalen startede i 2001 på Islands Brygge og har gennem årene haft skiftende lokationer.
I dag repræsenterer havnen både historie, bæredygtige løsninger og et byliv i bevægelse, og det har skabt nye muligheder for fællesskabet og kulturen, som bliver fejret med Kulturhavn Festival den sidste weekend i august.